# Demonax bidenticornis
Demonax bidenticornis là một loài bọ cánh cứng trong họ Cerambycidae.